# Батова река
Батова река (или Батовска река) е река в Североизточна България, област Варна – община Аксаково и област Добрич – общини Добричка и Балчик, вливаща се в Черно море. Дължината ѝ е 38,7 km. Според историка от началото на ХХ век Васил Миков произходът на речното име е узски.
Батова река води началото си под името Кавакдере от карстов извор, наречен Паласчешме, намиращ се на 309 m н.в. във Франгенското плато, на 1,2 km югозападно от село Куманово, община Аксаково. По цялото си протежение тече в каньоновидна долина със залесени, свлачищни склонове. До село Долище течението ѝ е със северно направление, след което прави голяма дъга, изпъкнала на север, като заобикала Франгенското плато и при село Кранево се влива в Черно море. Долината при устието ѝ е заета от лонгозната гора „Балтата“ и лимана Батовско блато (Балчишка балта). Батова река е единствената добруджанска река с постоянен водоток.
Площта на водосборния басейн на Батова река река е 338,8 km2.
Основни притоци – → ляв приток, ← десен приток:
- → Чатмадере
- → Изворска река (15,5 km)
- ← Голямата река

Реката има зимно-пролетно пълноводие, което започва още през ноември, достига максимума си през февруари и завършва през май. Останалите 5 месеца са маловодни с най-ниска стойност през юли и август . Среден годишен отток при село Оброчище – 0,72 m3/s. Според данни от 2001 г. поречието на Батова река се характеризира със средно до слабо замърсени води.
По течението на реката са разположени 5 сел:
- Област Варна

- Община Аксаково – Долище;

- Област Добрич

- Община Добричка – Батово;
- Община Балчик – Църква, Оброчище, Кранево;

В долното течение водите на реката се използват за напояване.
По долината на реката в долното ѝ течение преминават 2 пътя от Държавната пътна мрежа:
- Между селата Оброчище и Кранево: участък от 5,1 km от Републикански път I-9 ГКПП Дуранкулак – Варна – Бургас – ГКПП Малко Търново;
- Между селата Батово и Оброчище: участък от 9,5 km от Републикански път II-71 Силистра – Добрич – Оброчище.

## Водопровод „Батова-Варна“
През 1935 г. благоустройството и водоснабдяването на Варна се координира от помощник-кмета на града Никола Димитров. и новия кмет Янко Мустаков. Планува се водоснабдяването на града да се осигури с каптажи и извори в помпена централа при село Орешак, през най-високия пункт до село Голяма Франга, откъдето по естествен наклон водопровдът да се спуска към града.
Старата водоснабдителна система на Варна е изградена между 1934 и 1938 от нарочно създадена Дирекция, закрита през 1941 г. Извършва на два етапа водоснабдяването на града, като построява водопровода „Батова-Варна“.
Архивният ѝ фонд е запазен частично, като съдържа ситуационни планове на местата, откъдето ще мине водопровода, планове и екзекутивни чертежи на помпените станции и резервоари, поемни условия за отдаване на предприемач отделни видове работа по постройката на водопровода, програма за постройката на водопровода по години, доклади на директора на предприятието за хода на строителството, преписки с различни фирми и протоколи на строителния комитет по доставка на водопроводни тръби, водопроводни части и други строителни материали и по осигуряване на работници.

## Топографска карта
- Лист от карта K-35-20. Мащаб: 1 : 100 000.
- Лист от карта K-35-21. Мащаб: 1 : 100 000.
- Лист от карта K-35-32. Мащаб: 1 : 100 000.